# Juan Oviedo
Juan Carlos Oviedo, dit Leonel Núñez ou Leo Núñez, né le 15 mars 1982, à Jamao Norte (République dominicaine), est un lanceur dominicain de baseball qui évolue en Ligue majeure de 2005 à 2011, puis en 2014.

## Carrière
Leo Núñez, un lanceur droitier, signe son premier contrat professionnel en 2000 avec les Pirates de Pittsburgh. Il joue en ligues mineures avec des clubs-école des Pirates de 2001 à 2004.
Le 16 décembre 2004, Pittsburgh échange le jeune Núñez aux Royals de Kansas City contre le vétéran receveur Benito Santiago et une somme d'argent.

### Royals de Kansas City
Núñez fait ses débuts dans le baseball majeur avec les Royals le 9 mai 2005. Il effectue 41 sorties comme lanceur de relève à sa saison recrue, totalisant 53 manches et deux tiers lancées avec trois victoires et deux défaites. Sa moyenne de points mérités s'élève à 7,55 cette saison-là avec l'équipe de dernière place, qui termine la saison avec 106 matchs perdus.
Il passe 2006 entre Kansas City et les rangs mineurs, n'effectuant que six apparitions avec les Royals.
En 2007, les Royals l'essaient comme lanceur partant. Six de ses treize présences de l'année sont des départs. Comme partant, il remporte deux matchs, en perd deux, et n'est pas impliqué dans la décision dans les deux autres cas. Le lanceur dominicain affiche une moyenne de points mérités de 3,92 en 43 manches et deux tiers lancées durant la saison 2007 avec Kansas City.
En 2008, il présente une excellente moyenne de points mérités de 2,98 en 45 sorties comme releveur, au cours desquelles il travaille un total de 48 manches et un tiers. Il remporte de plus quatre victoires en cinq décisions.

### Marlins de la Floride
Le 31 octobre 2008, Leo Núñez est échangé aux Marlins de la Floride en retour de Mike Jacobs, un joueur de premier but.
Dès la saison 2009, les Marlins font de Núñez leur stoppeur, lui confiant la balle en fin de partie pour préserver les victoires. Il s'impose dans ce rôle en réussissant 26 sauvetages à sa première saison en Floride. Avec 68 manches et deux tiers lancées et 75 parties jouées, c'est la saison dans laquelle il est le plus utilisé par son équipe depuis son entrée dans le baseball majeur.
En 2010, il termine sixième parmi les lanceurs de la Ligue nationale avec 30 sauvetages.

## Fausse identité et suspension
Le 22 septembre 2011, Núñez est retiré de la liste des joueurs actifs par les Marlins de la Floride et le joueur quitte le lendemain les États-Unis pour son pays natal, la République dominicaine. Núñez est soupçonné d'avoir obtenu frauduleusement un visa pour les États-Unis et il reconnaît avoir signé un contrat professionnel sous un faux nom. Son vrai nom est Juan Carlos Oviedo et il serait un an plus vieux que l'âge qu'il avait déclaré et qui lui est attribué dans la documentation officielle du baseball majeur. Les autorités dominicaines arrêtent un homme qui aurait falsifié des documents pour Núñez.
Privé de visa, Oviedo passe l'hiver 2011-2012 en République dominicaine. En mai 2012, la Ligue majeure de baseball le suspend 8 semaines pour usurpation d'identité. Il a le droit de s'entraîner avec les Marlins et peut jouer avec les Marlins à partir du 23 juillet 2012. Mais il n'a plus la chance d'endosser les couleurs de l'équipe puisqu'une blessure au coude droit l'envoie sur la liste des joueurs inactifs.

### Rays de Tampa Bay
Oviedo est mis sous contrat par les Rays de Tampa Bay le 22 janvier 2013 mais récupère de sa blessure et ne joue pas dans l'année qui suit. Il signe un nouveau contrat avec les Rays en décembre 2013. Il effectue 32 sorties pour les Rays en 2014. En 31 manches et deux tiers lancées, sa moyenne de points mérités s'élève à 3,69 avec trois victoires, trois défaites et un sauvetage.

### Rangers du Texas
Le 5 janvier 2015, Oviedo signe un contrat des ligues mineures avec les Rangers du Texas mais est libéré vers la fin de l'entraînement de printemps.